# Darius-Paul Bloch-Dassault
Darius-Paul Bloch-Dassault, francoski general, * 13. januar 1882, Pariz, †  3. maj 1969, Pariz.